# Dalea neomexicana
Dalea neomexicana là một loài thực vật có hoa trong họ Đậu. Loài này được (A.Gray) Cory miêu tả khoa học đầu tiên.